# De Groenen (Nederland)
De Groenen is een Nederlandse politieke partij, opgericht in 1983. De partij heeft nooit een zetel in de Tweede Kamer behaald, maar is wel vertegenwoordigd geweest in de Eerste Kamer, gemeenteraden en Provinciale Staten. In 2023 is de partij alleen vertegenwoordigd in het waterschap Amstel, Gooi en Vecht en in vier stadsdeelcommissies in Amsterdam. 

## Geschiedenis
De partij De Groenen is 17 december 1983 opgericht met de naam Europese Groenen. In 1985 werd de naam gewijzigd in Federatieve Groenen en in 1989 in De Groenen.
In 1994 bepleitte voormalig lijsttrekker en Amsterdams gemeenteraadslid Roel van Duijn in het manifest 'Kom over de Groene Brug' voor meer samenwerking met GroenLinks en de Natuurwetpartij.  Leden van deze partijen verkenden onder de naam "De Groene Brug" mogelijkheden voor samenwerking. Van Duijn deed hierbij het voorstel om als De Groenen in het geheel op te gaan in GroenLinks en daarbinnen te fungeren als een 'donkergroene vleugel'. Het congres van De Groenen verwierp op 18 november 2000 dit voorstel. In 2001 stapte Van Duijn met 150 geestverwanten over naar GroenLinks.
Dit was het begin van een snelle neergang van de partij. Had de partij in 2000 nog 400 leden, waren dit in 2004 er nog maar 200 en in 2009 viel het aantal leden onder de honderd. In december 2016 ontstond er een bestuurscrisis binnen de partij. Dit leidde tot concurrerende ledenvergaderingen in Amsterdam en Utrecht op 21 januari en 4 maart 2017. Door de bestuurscrisis kon de partij voor het eerst sinds 1990 niet meedoen aan de gemeenteraadsverkiezingen in Amsterdam en moest de partij meedoen als een naamloze lijst. De ledenvergadering van 23 september 2017 heeft de eenheid weer hersteld. Sindsdien blijft het ledental steken op enkele tientallen.
Als gevolg van deze bestuurscrisis, maar ook gezien de politieke irrelevantie van De Groenen vergeleken met mede-Europese Groene Partij (EGP) lid GroenLinks, heeft de EGP aan haar ledenvergadering (council)  voorgesteld het lidmaatschap van De Groenen op te zeggen. De council in Karlstad heeft vervolgens op 26 november 2017 besloten het lidmaatschap van De Groenen per 1 januari 2018 op te zeggen. De Groenen zijn hier in beroep gegaan. Dit beroep was niet succesvol en sinds eind 2018 zijn De Groenen geen lid meer van de EGP. Ook bij de Global Greens staan de Groenen niet meer als lid vermeld.
In 2021 deed de partij mee aan de Tweede Kamerverkiezingen in de kieskringen Leeuwarden en Amsterdam en haalde 119 stemmen. Bij de gemeenteraadsverkiezingen in 2022 doet de partij alleen mee in Amsterdam, op een gezamenlijke lijst met de Piratenpartij en de Basisinkomenpartij. De lijst haalde 1,4% en geen zetels, maar in de stadsdeelcommissies West en Nieuw-West werden wel leden van De Groenen verkozen.  
Voor de Tweede Kamerverkiezingen 2023 nam de partij deel in een gezamenlijke lijst met de Piratenpartij.

## Standpunten
De Groenen plaatst vanaf de oprichting aanpassing van de economie aan de draagkracht van de aarde in het centrum van haar denken en handelen. De partij is voorstander van een onvoorwaardelijk basisinkomen en van een belasting op vervuilende productie en consumptie. Afgezien hiervan vertoont de visie van de partij, volgens Lucardie, ook liberale trekken en staat De Groenen een overheid voor die zich weinig met de burger bemoeit.
De partij legt in haar partijprogramma zgn. breekpunten vast die de partij binden bij onderhandelingen over een regeerakkoord. Breekpunten zijn het lidmaatschap van de Europese Unie, nationale soevereiniteit over het leger en geen verdere verhoging van AOW-leeftijd.
Op internationaal vlak staat De Groenen kritisch tegenover militaire interventies. De partij keerde zich zowel tegen de invasie van Kosovo (1999) als die van Afghanistan (2001) en Irak (2003).

## Verkiezingsuitslagen

### Tweede Kamer
| Verkiezingsjaar | Lijsttrekker                     | Kandidatenlijst | Aantal stemmen | % van de stemmers | Aantal behaalde zetels |
| --------------- | -------------------------------- | --------------- | -------------- | ----------------- | ---------------------- |
| 1986            | Marten Bierman                   | Kandidatenlijst | 18.641         | 0,20%             | 0 / 150                |
| 1989            | Roel van Duijn                   | Kandidatenlijst | 31.312         | 0,35%             | 0 / 150                |
| 1994            | Hein Westerouen van Meeteren     | Kandidatenlijst | 13.902         | 0,15%             | 0 / 150                |
| 1998            | Jaap Dirkmaat                    | Kandidatenlijst | 16.585         | 0,19%             | 0 / 150                |
| 2002            | -                                | -               | -              | -                 | -                      |
| 2003            | -                                | -               | -              | -                 | -                      |
| 2006            | Huib Poortman                    | Kandidatenlijst | 2.181          | 0,02%             | 0 / 150                |
| 2010            | -                                | -               | -              | -                 | -                      |
| 2012            | -                                | -               | -              | -                 | -                      |
| 2017            | -                                | -               | -              | -                 | -                      |
| 2021            | Otto ter Haar                    | Kandidatenlijst | 119            | 0,00%             | 0 / 150                |
| 2023            | Mark van Treuren (Piratenpartij) | Kandidatenlijst | 9.117          | 0,09%             | 0 / 150                |

Een "-" in de tabel betekent dat de partij geen kandidatenlijst had ingediend.

### Eerste Kamer
| Verkiezingsjaar | Aantal behaalde zetels |
| --------------- | ---------------------- |
| 1995            | 1 / 75                 |
| 1999            | 1 / 75                 |

Van 1995 tot 2003 zetelde Marten Bierman mede voor De Groenen in de Eerste Kamer. Hij werd in 1995 met voorkeurstemmen gekozen op een gecombineerde kandidatenlijst van De Groenen en het door Statenleden van provinciale partijen gevormde Platform Onafhankelijke Groeperingen. Bij de verkiezing van de Eerste Kamer in 1999 kregen de lijst en de fractie de naam Onafhankelijke Senaatsfractie (OSF).

### Europees Parlement
| Verkiezingsjaar | Lijsttrekker     | Kandidatenlijst | Aantal stemmen | % van de stemmers | Aantal behaalde zetels |
| --------------- | ---------------- | --------------- | -------------- | ----------------- | ---------------------- |
| 1984            | Bart Kuiper      | Kandidatenlijst | 67.413         | 1,27%             | 0 / 25                 |
| 1989            | -                | -               | -              | -                 | -                      |
| 1994            | Herman Verbeek   | Kandidatenlijst | 97.206         | 2,35%             | 0 / 31                 |
| 1999            | -                | -               | -              | -                 | -                      |
| 2004            | -                | -               | -              | -                 | -                      |
| 2009            | Otto ter Haar    | Kandidatenlijst | 8.517          | 0,19%             | 0 / 25 - 0 / 26        |
| 2014            | Jolanda Verburg  | Kandidatenlijst | 10.883         | 0,23%             | 0 / 26                 |
| 2019            | Paul Berendsen   | Kandidatenlijst | 9.546          | 0,17%             | 0 / 26 - 0 / 29        |
| 2024            | Matthijs Pontier | Kandidatenlijst | 23.764         | 0,38%             | 0 / 31                 |

Een "-" in de tabel betekent dat de partij geen kandidatenlijst had ingediend.

## Voorzitters
- Juni 1995 - Oktober 1997:   Drs. P. Fetter